# Sergent Ionel Ștefan, Buzău
Sergent Ionel Ștefan este un sat în comuna Rușețu din județul Buzău, Muntenia, România. Se află în Câmpia Română, în sud-estul județului, la limita cu județul Brăila.